# 82 (število)
82 (dváinósemdeset) je naravno število, za katero velja velja 82 = 81 + 1 = 83 - 1.

## V matematiki
- sestavljeno število.
- polpraštevilo.
- veselo število.
- Ulamovo število {\displaystyle 82=13+69\,\!}.

## V znanosti
- vrstno število 82 ima svinec (Pb).
- šesto magično število v fiziki.

## Drugo

### Leta
- 482 pr. n. št., 382 pr. n. št., 282 pr. n. št., 182 pr. n. št., 82 pr. n. št.
- 82, 182, 282, 382, 482, 582, 682, 782, 882, 982, 1082, 1182, 1282, 1382, 1482, 1582, 1682, 1882, 1882, 1982, 2082, 2182